# François-Ignace Mangin
Pour les articles homonymes, voir Mangin.

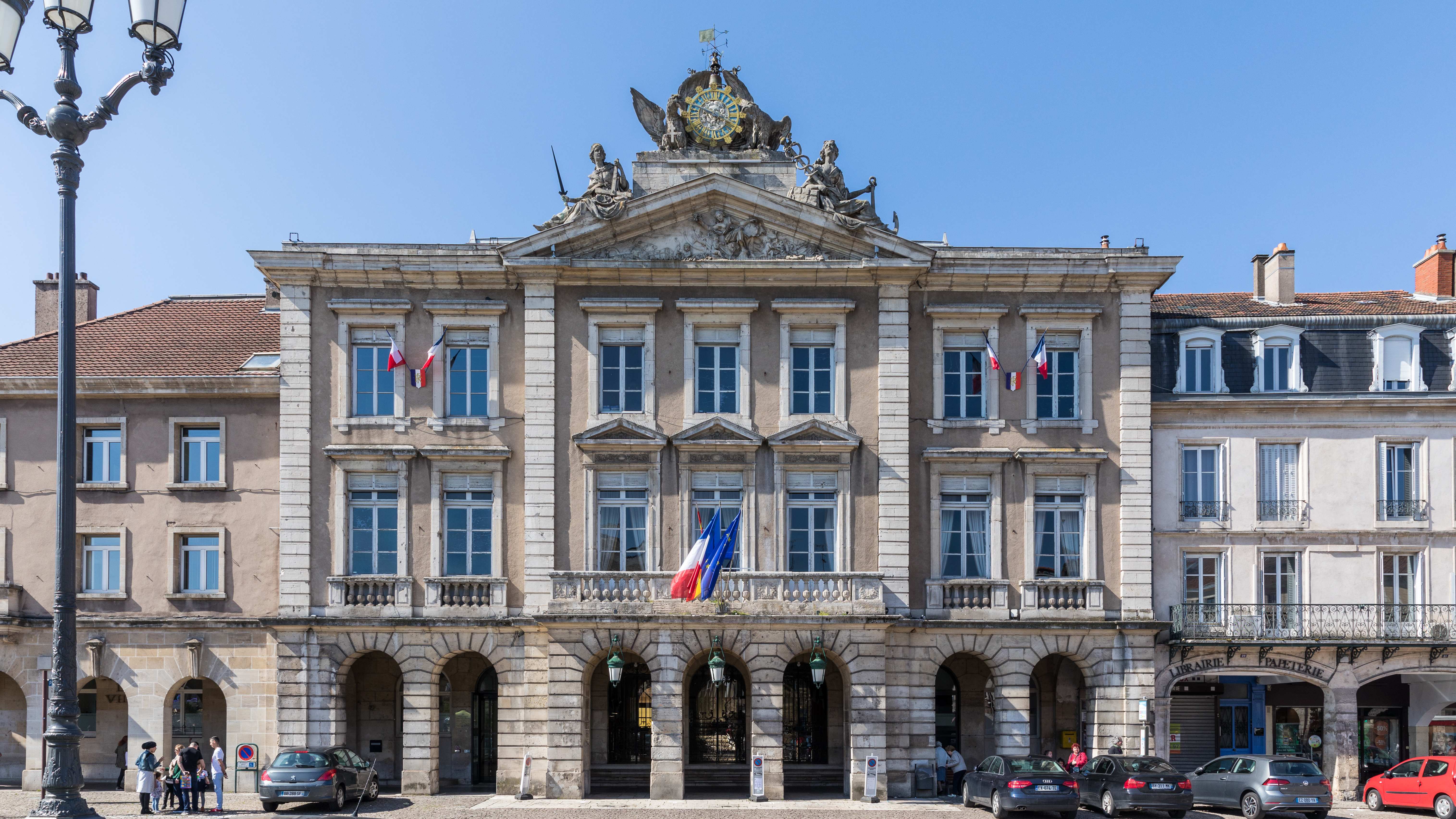
Hôtel de ville de Pont-à-Mousson.

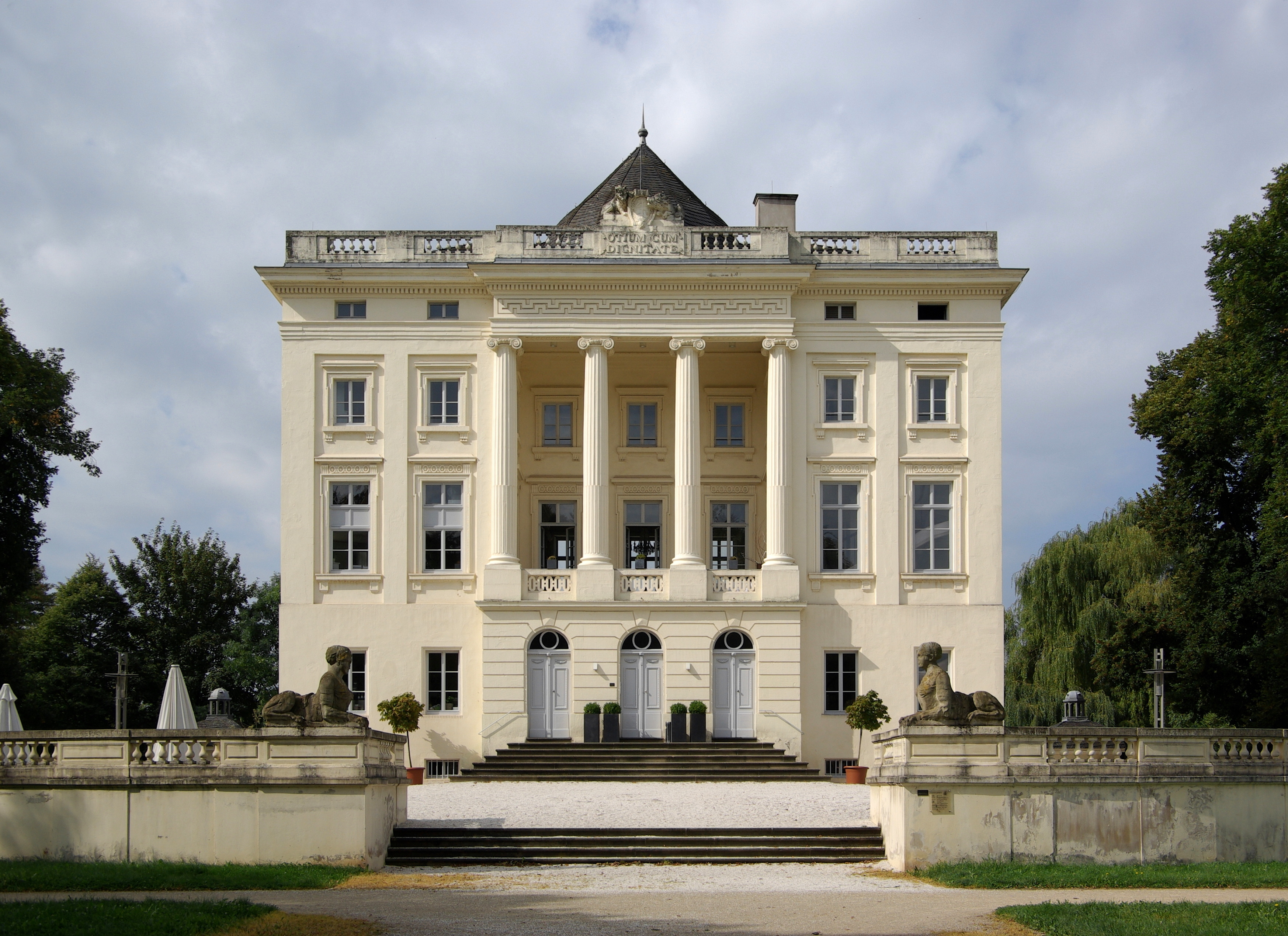
Le château « Mon aise » à Trèves

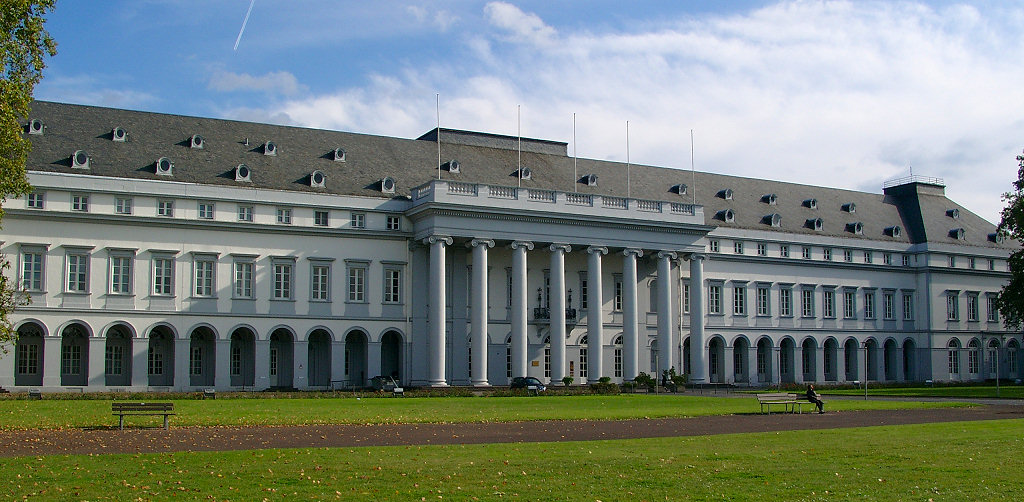
Le château du Prince-électeur à Coblence

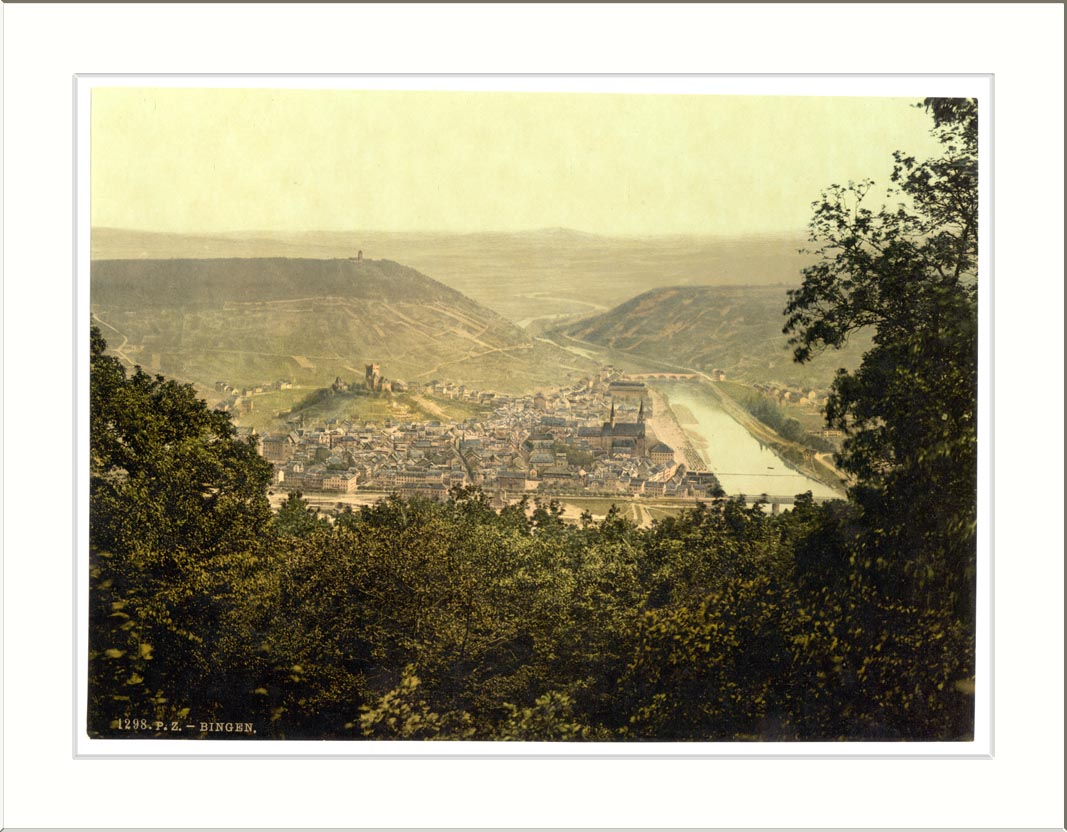
Panorama sur la forêt de Niederwald à Rüdesheim

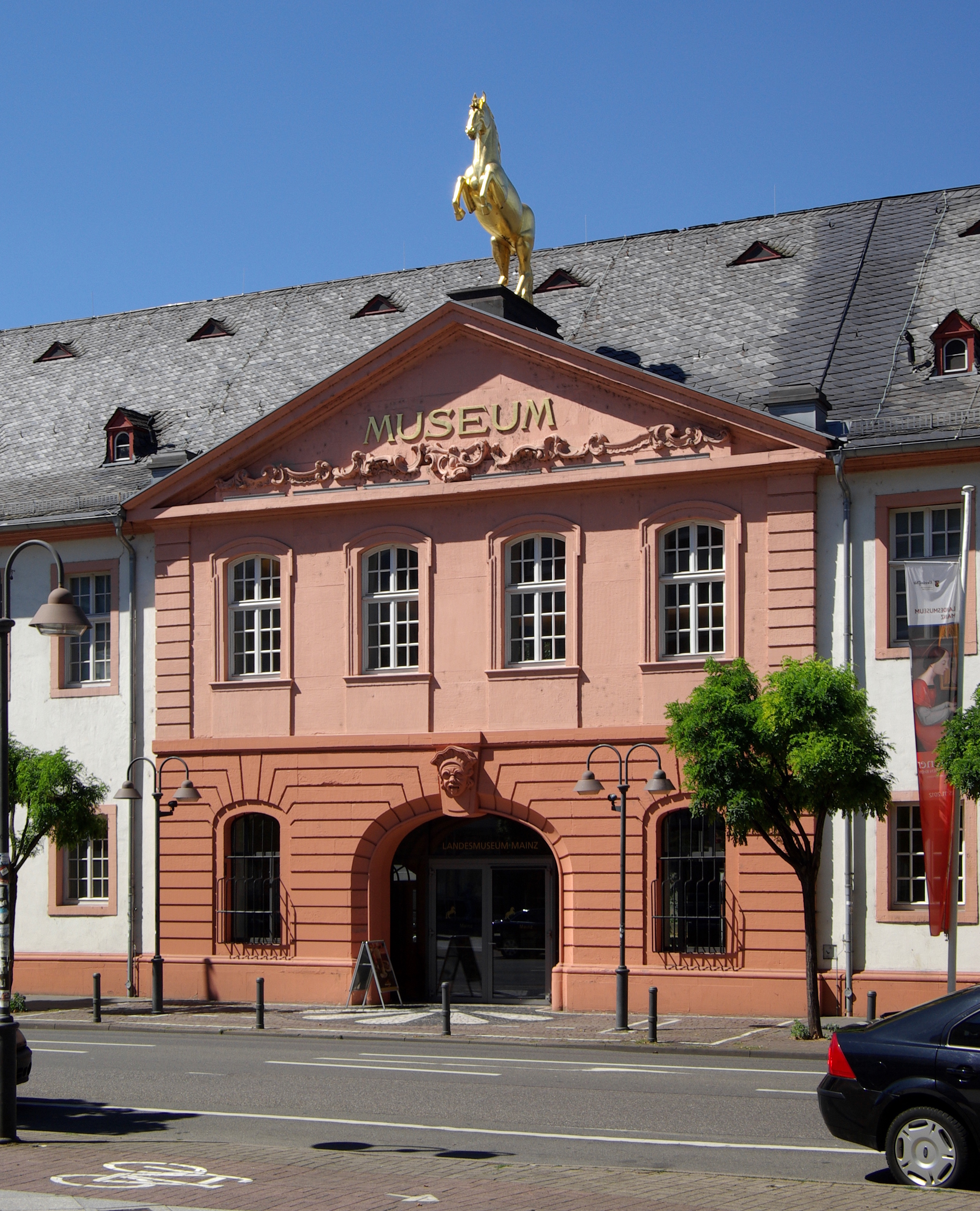
Le musée régional de Mayence.

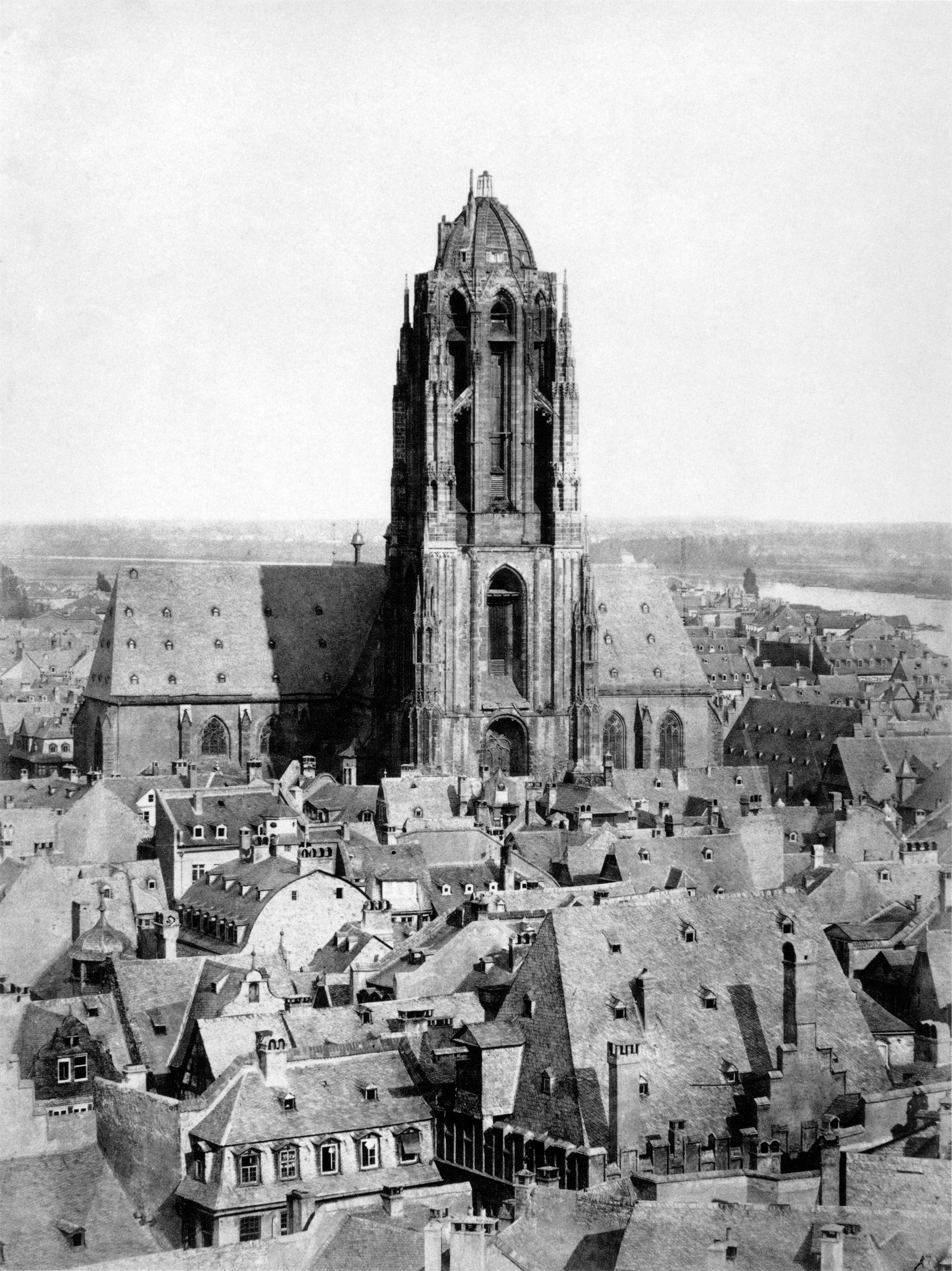
La cathédrale de Francfort (1866).

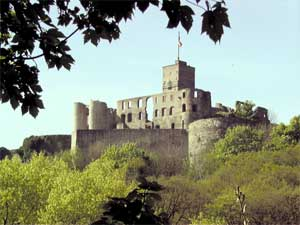
Ruines du château fort de Königstein-im-Taunus

François Ignace Mangin (né le 31 juillet 1742 à Pont-à-Mousson en Lorraine et mort en 1809 à Paris) est un architecte français, maître d’œuvre d'un grand nombre d'édifices princiers de l’Électorat de Trèves et de l’Électorat de Mayence.

## Famille
Mangin fut d'abord sculpteur à Pont-à-Mousson comme son père, puis s'établit dans la petit village de Corny-sur-Moselle, à 15 kilomètres de là, se rapprochant ainsi de Metz. Il y épousa Christine Manjean, qui le 21 mars 1766 donna naissance à un fils, Jean-Francois Xavier Mangin. Ce dernier sera successivement  lieutenant dans l'armée du prince-électeur Frédéric-Charles Joseph d'Erthal (1784), puis capitaine dans l'armée du général Custine (1793), officier dans l'Armée de Vendée puis servit dans le corps de Jean-François Jacqueminot. Il perdit un bras lors des combats et fut tué à la bataille de Walserfeld, près de Salzbourg (14 décembre 1800).

## Carrière
De 1779 à 1783, le doyen de Trèves, futur prévôt et prince-évêque de Spire, Philipp Franz Wilderich von Walderdorf, chargea Mangin de lui construire en rive ouest de la Moselle un palais d'été à la française, dans le style du Petit Trianon de Versailles. Cette folie des bords de la Moselle, dressait sa façade au Nord-est, directement dans la direction de Trèves. Le nom du château : « Mon Aise », montre assez clairement sa fonction de résidence princière. On ne connaît aucun autre chantier de Mangin dans la région de Trèves.
Mangin participa également à la reconstruction du Château des Princes-Électeurs de Coblence, érigé entre 1777 et 1793 à la demande du prince-archevêque de Trèves Clément Wenceslas de Saxe dans la Neustadt de Coblence. Le maître d'œuvre du chantier fut d'abord l’architecte parisien Pierre-Michel d'Ixnard, qui s'était distingué par plusieurs édifices dans le Sud de l'Allemagne. Mais les plans du château furent critiqués et l’Académie d'Architecture de Paris se trouva saisie de l'affaire. D´Ixnard fut renvoyé et le prince chargea le Français Antoine-François Peyre le Jeune de reprendre le projet sur des bases moins grandioses. L’aspect actuel du château résulte du projet de Peyre. Le projet d'ordonnance intérieure et du mobilier a été dressé en 1787 par François Ignace Mangin erstellt.
De 1781 à 1786 le comte Damian Friedrich von der Leyen, Prévôt de Mayence lui confia un dernier chantier. Le prévôt avait préséance au sein du chapitre de chapitre de Mayence. C'est d'ailleurs la raison pour laquelle autant de prévôts de l'archevêché ont fait construire leur palais à cet endroit entre 1697 et 1745. Mangin dessina un château moderne à deux ailes d'un étage et une cour d'honneur. La décoration des façades et des extérieurs fut confiée au sculpteur mayençais Johann Sebastian Barnabas Pfaff (1747–1794). Les vestiges de ces statues sont aujourd'hui exposés au musée régional de Mayence.
De 1787 à 1791, Mangin dessina les plans du pavillon de chasse du comte Frédéric-Charles von Ostein, neveu de l'archevêque de Mayence, à Niederwald, avec plusieurs relais en pierre à travers les bois. Parmi les curiosités architecturales de l'endroit, il y avait un temple monoptère terminé par un dôme reposant sur des colonnes de plusieurs mètres, la fausse ruine Rossel, la salle du chevalier et la grotte magique. Cette scénographie, réservée au plaisir du comte et de ses hôtes, mais qui trouva aussi la faveur des habitants du pays, marque l'une des premières manifestations du romantisme allemand. Le temple monoptère romantique que Mangin édifia en 1788 pour le comte d'Ostein reste aujourd'hui une attraction touristique appréciée. Mangin fit reposer la rotonde sur huit colonnes romaines de grès rouge et fit peindre le dôme. Plusieurs personnalités sont venues se recueillir sur ce haut-lieu du romantisme allemand, dont Clemens Brentano, Ludwig van Beethoven et Johann Wolfgang von Goethe le 3 septembre 1814. Ce dernier s'y extasiait sur « la beauté somptueuse de la vallée du Rhin. » Au mois de novembre 1944, ce temple fut soufflé dans un bombardement allié. La reconstitution du monoptère a été entreprise au début du XXIe siècle mit erheblichem Aufwand.
Mobilisé en tant qu'ingénieur en chef en 1790–1791, J. F. X. Mangin révise les fortifications de Königstein-im-Taunus, qui seront bombardées en 1792. Dans le cadre du couronnement de l’empereur Léopold II le 9 octobre 1790 à Francfort-sur-le-Main, François-Ignace Mangin travailla au projet de décoration de la Saint-Barthélem. Son travail se trouva fort apprécié de Goethe.
En 1790, le Landgrave Charles-Emmanuel de Hesse-Rheinfels-Rotenburg, pénultième prince régnant de la branche de Cassel des Hesse-Rotenburg, chargea Mangin de reconstruire l'aile Nord de sa Résidence, le château de Rotenburg, dans le style classique français, et de conserver l'aile orientale, la plus ancienne. La conception originale de château à cour intérieure dans le style Renaissance au bord de la Fulda, avec  quatre escaliers à vis aux angles, que le Landgrave Guillaume IV de Hesse-Cassel et son fils Maurice s'étaient fait construire entre 1571 et 1607comme résidence d'été, était ainsi abandonnée. Le château à deux ailes de Mangin reste l'un des derniers exemples de cette époque.
Le 18 avril 1793, Mangin obtint un contrat pour la réalisation d'un contre-autel de la cathédrale de Mayence, mais cet engagement n'eut pas de suite concrète du fait de la guerre.
La prévôté de Mayence fut si sévèrement touchée par les bombardements du Siège de Mayence (1793) que les circonstances ne permirent pas même d'envisager sa réparation, et la cour électorale, de retour en 1797, ne put se réinstaller en ville. Finalement, les ultimes vestiges de la Prévôté seront déblayés en 1808 pour faire place à la place Gutenberg voulue par Napoléon. La prévôté se trouvait à peu près à l’emplacement de l'actuel Théâtre d'État de Mayence  sur la Ludwigsstraße. Goethe, qui avait d'abord chanté les louanges de l'architectonique princière et de la décoration des architectes, reprocha à Mangin en 1793 d'avoir mis le feu à sa propre création ; mais l'incendie est sans doute une conséquence du bombardement commencé le 17 juillet 1793 par les Prussiens.